# Mestna avtobusna linija št. 54 (Szczecin)
Mestna avtobusna linija številka 54 (Basen Górniczy – Zakłady mięsne) je ena izmed avtobusnih linij javnega mestnega prometa v Ščečinu. Povezuje Międzyodrze-Wyspa Pucka in Prawobrzeże.  Ova linija je začela obratovati 1956.

## Trasa
Basen Górniczy - Most Pionierów - Eskadrowa - Leszczynowa - Walecznych - Pszenna - Osiedle Słoneczne (podjazd) - Dąbska - Zoologiczna - Niedźwiedzia - Kijewo - Zwierzyniecka - Pomorska - Zakłady Mięsne